# Thespesia multibracteata
Thespesia multibracteata är en malvaväxtart som beskrevs av Van Borss. Waalk.. Thespesia multibracteata ingår i släktet Thespesia och familjen malvaväxter. Inga underarter finns listade i Catalogue of Life.